# Terlton
Terlton – miejscowość w Stanach Zjednoczonych, w stanie Oklahoma, w hrabstwie Pawnee.